# Sargus tuberculatus
Sargus tuberculatus är en tvåvingeart som beskrevs av Friedrich Hermann Loew 1855. Sargus tuberculatus ingår i släktet Sargus och familjen vapenflugor.
Artens utbredningsområde är Sudan. Inga underarter finns listade i Catalogue of Life.